# Goslarit
Goslarit, veraltet auch als Weißes Vitriol oder Zinkvitriol bekannt, ist ein eher selten vorkommendes Mineral aus der Mineralklasse der „Sulfate (einschließlich Selenate, Tellurate, Chromate, Molybdate und Wolframate)“. Es kristallisiert im orthorhombischen Kristallsystem mit der chemischen Zusammensetzung Zn[SO4]·7H2O und ist damit chemisch gesehen wasserhaltiges Zinksulfat.
Goslarit entwickelt nur selten mit bloßem Auge sichtbare Kristalle, sondern findet sich überwiegend in Form von faserigen, körnigen oder nierenförmigen Mineral-Aggregaten, krustiger Überzüge und stalaktitischen Strukturen. In reiner Form ist Goslarit farblos und durchsichtig. Durch vielfache Lichtbrechung aufgrund von Gitterbaufehlern oder polykristalliner Ausbildung kann er aber auch weiß erscheinen und durch Fremdbeimengungen von Eisen, Kupfer und/oder Mangan eine bräunliche, grünliche oder bläuliche Farbe annehmen, wobei die Transparenz entsprechend abnimmt. Die seltenen Kristalle weisen auf ihren Oberflächen einen glasähnlichen Glanz auf, die meist auftretenden Aggregatformen schimmern dagegen eher seidenähnlich oder sind matt.
Mit einer Mohshärte von 2 bis 2,5 gehört Goslarit zu den weichen Mineralen, die sich ähnlich wie das Referenzmineral Gips (Mohshärte 2) mit dem Fingernagel ritzen lassen.
Goslarit gehört zusammen mit Chalkanthit (blaues Vitriol) und Melanterit (grünes Vitriol) zur Gruppe der Vitriole, die allgemein als Rohstoff zum Färben und Bedrucken unter anderem von Stoffen und Leder, aber auch zur Herstellung von Mineralfarben und Tinte verwendet werden.

## Etymologie und Geschichte
Bereits im 15. Jahrhundert erwähnte Basilius Valentinus im ersten Buch seines letzten Testamentes den „weißen Vitriol aus Goslar“. Schon zu Zeiten von Georgius Agricola waren die Bezeichnungen „Erzalaun“ und „Galizenstein“ für das aus dem nahe gelegenen Erzbergwerk Rammelsberg stammende Mineral gebräuchlich. Zink als formelwirksamer Bestandteil des Minerals wurde erst um 1735 nachgewiesen. Als Goslarit benannt wurde das Minerals erst 1845 durch Wilhelm von Haidinger.

## Klassifikation
Bereits in der mittlerweile veralteten 8. Auflage der Mineralsystematik nach Strunz gehörte der Goslarit zur Mineralklasse der „Sulfate, Chromate, Molybdate, Wolframate“ (einschließlich einiger Selenate und Tellurate) und dort zur Abteilung „Wasserhaltige Sulfate ohne fremde Anionen“ (Mit mittelgroßen Kationen), wo er zusammen mit Epsomit, Morenosit und Tauriscit die „Epsomit-Reihe“ mit der System-Nr. VI/C.03d bildete.
Im zuletzt 2018 überarbeiteten und aktualisierten Lapis-Mineralienverzeichnis nach Stefan Weiß, das sich aus Rücksicht auf private Sammler und institutionelle Sammlungen noch nach dieser klassischen Systematik von Karl Hugo Strunz richtet, erhielt das Mineral die System- und Mineral-Nr. VI/C.07-30. In der „Lapis-Systematik“ entspricht dies ebenfalls der Abteilung „Wasserhaltige Sulfate, ohne fremde Anionen“, wo Goslarit zusammen mit Epsomit, Meridianiit und Morenosit eine eigenständige, aber unbenannte Gruppe bildet.
Die seit 2001 gültige und von der International Mineralogical Association (IMA) bis 2009 aktualisierte 9. Auflage der Strunz'schen Mineralsystematik ordnet den Goslarit ebenfalls in die Abteilung der „Sulfate (Selenate usw.) ohne zusätzliche Anionen, mit H2O“ ein. Diese ist allerdings weiter unterteilt nach der relativen Größe der beteiligten Kationen, so dass das Mineral entsprechend seiner Zusammensetzung in der Unterabteilung „Mit ausschließlich mittelgroßen Kationen“ zu finden ist, wo es nur noch zusammen mit Epsomit und Morenosit die „Epsomitgruppe“ mit der System-Nr. 7.CB.40 bildet.
Auch die vorwiegend im englischen Sprachraum gebräuchliche Systematik der Minerale nach Dana ordnet den Goslarit in die Klasse der „Sulfate, Chromate und Molybdate“ (einschließlich Selenate, Tellurate, Selenite, Tellurite und Sulfite), dort allerdings in die Abteilung der „Wasserhaltigen Säuren und Sulfate“. Hier ist er ebenfalls in der „Epsomitgruppe“ mit der System-Nr. 29.06.11 innerhalb der Unterabteilung „Wasserhaltige Säuren und Sulfate mit AXO4 × x(H2O)“ zu finden.

## Kristallstruktur
Goslarit kristallisiert isotyp mit Epsomit im orthorhombischen Kristallsystem in der Raumgruppe P212121 (Raumgruppen-Nr. 19) mit den Gitterparametern a = 11,78 Å; b = 12,05 Å und c = 6,82 Å sowie 4 Formeleinheiten pro Elementarzelle.

## Eigenschaften

### Chemische Eigenschaften
Das Mineral ist leicht wasserlöslich und hat einen adstringierenden (herb, zusammenziehend) Geschmack mit einem Übelkeit erregenden, metallischen Nachgeschmack.
An der Luft dehydratisiert Goslarit, verliert also sein Kristallwasser, was die Oberflächen der Kristalle bzw. Aggregate mit der Zeit zunächst weiß anlaufen lässt und schließlich zerstören kann. Goslarit-Mineralproben sollten daher in luftdichten Behältern aufbewahrt werden.

### Physikalische Eigenschaften
Goslarit ist stark diamagnetisch, schwächt also externe Magnetfelder in seinem Inneren ab und hat entsprechend die Tendenz, aus inhomogenen Magnetfeldern herauszuwandern.

## Bildung und Fundorte
Goslarit bildet sich sekundär als Umwandlungsprodukt aus Sphalerit bzw. allgemein durch Verwitterung (Oxidierung) von Zinksulfid-Lagerstätten und fällt daher insbesondere durch Bildung von mineralischen Überzügen, Krusten, Ausblühungen und als Bestandteil des Kupferrauchs an den Grubenwänden im „Alten Mann“ auf. Als Begleitminerale finden sich neben Chalkanthit, Epsomit und Melanterit unter anderem noch Pickeringit und Gips.
Als eher seltene Mineralbildung kann Goslarit an verschiedenen Fundorten zum Teil zwar reichlich vorhanden sein, insgesamt ist er aber wenig verbreitet. Bekannt geworden sind bisher (Stand 2015) rund 200 Fundorte. Neben seiner Typlokalität Erzbergwerk Rammelsberg trat das Mineral in Niedersachsen noch im nahe gelegenen Weiße Hirscher Gangzug (auch Grube Weißer Hirsch) zutage. Des Weiteren fand man Goslarit in Deutschland unter anderem noch in der Grube Teufelsgrund in der Gemeinde Münstertal/Schwarzwald in Baden-Württemberg; am Silberberg bei Bodenmais im Bayerischen Wald; bei Mausbach (Stolberg), Loope, am Maubacher Bleiberg, in der Zeche Christian Levin und der Zeche Auguste Victoria in Nordrhein-Westfalen; die „Grube Grüneau“ (Grüne Au, Grünau) bei Schutzbach (Westerwald) in Rheinland-Pfalz; in den Bergbaubezirken Annaberg-Buchholz und Freiberg sowie den Gruben St. Catharina und Stamm Asser in der Bergbaulandschaft Graul im sächsischen Erzgebirge und Schmiedefeld am Rennsteig im Thüringer Wald.
In Österreich kennt man Goslarit bisher nur vom Bad Bleiberg im Bezirk Villach-Land in Kärnten sowie im Brenntal bei Mühlbach im Pinzgau und der Schwarzwand in der Gemeinde Hüttschlag im Großarltal in Salzburg.
Der bisher einzige Fundort in der Schweiz ist die Grube La Barma in der Gemeinde Saint-Luc VS im Kanton Wallis.
Weitere Fundorte liegen unter anderem in Argentinien, Australien, Belgien, Bolivien, China, Kanada, Frankreich, Griechenland, Indien, Italien, Japan, Mexiko, Norwegen, Peru, Rumänien, Russland, Schweden, der Slowakei, Spanien, der Ukraine, Ungarn, Sambia, Simbabwe, Tschechien, im Vereinigten Königreich (UK) und in den Vereinigten Staaten von Amerika (USA).